# Shattiwazza
 (mars 2019).
Si vous disposez d'ouvrages ou d'articles de référence ou si vous connaissez des sites web de qualité traitant du thème abordé ici, merci de compléter l'article en donnant les références utiles à sa vérifiabilité et en les liant à la section « Notes et références ».
Shattiwazza (ancienne lecture Mattiwaza) est un souverain du Mitanni au XIVe siècle av. J.-C.

## Biographie
Fils du roi Tushratta, Shattiwazza fut forcé de fuir la cour mitanienne quand son père fut assassiné par un autre de ses fils. Dans l'époque troublée qui suivit, les Assyriens, sous l'égide de Assur-uballit Ier, s'émancipèrent du Mitanni, les Alshéens envahirent le pays et le prétendant Artatama/Artatama II gagna l'ascendant, suivi par son fils Shuttarna. Le roi des Hittites Suppiluliuma Ier affirma "que l'ensemble du pays du Mitanni tomba en ruine, et que l'Assyrie et le pays de Alshe se partagèrent son territoire". Il semblerait néanmoins que cela corresponde davantage à un rêve qu'à la réalité. Shuttarna garda de bonnes relations avec l'Assyrie et rendit les portes du palais d'Assur qui avaient été prises par Shaushtatar. Un tel butin était un très grand symbole politique en Mésopotamie.
Le fugitif Shattiwazza aurait d’abord été chercher refuge à Babylone, puis à la cour du roi hittite, qui l’aurait marié à une de ses filles. Le traité entre Suppiluliuma de Hatti et Shattiwazza du Mitanni, qui nous est parvenu, nous est une des sources principales d’information sur cette époque. Après la conclusion de ce traité, Piyashshili, un fils de Suppiluliuma, mena une armée hittite en pays mitannien. D’après des sources hittites, Piyashshili et Shattiwazza traversèrent l’Euphrate à Karkemish et marchèrent ensuite contre Irridu en territoire hourrite. Ils envoyèrent des messages depuis la rive ouest de l’Euphrate, espérant un accueil amical. Mais le peuple, influencé par les richesses de Tushratta comme Suppiluliuma le prétendait, resta loyal à son nouveau dirigeant : "Pourquoi venez-vous ? Si vous venez pour vous battre, venez, mais il se pourrait bien que vous ne retourniez jamais au pays du Grand Roi". Shuttarna envoya des hommes pour renforcer les troupes et des chars du district d'Irridu, mais l'armée hittite remporta la victoire et le peuple d'Irridu demanda la paix.
Dans le même temps, une armée assyrienne "menée par un seul conducteur de char" marcha sur Washshukanni. Il semble que Shuttarna avait demandé l'aide assyrienne devant la menace hittite. Soit les troupes n'étaient pas à la hauteur des attentes, soit Shuttarna changea d'avis car l'armée assyrienne se vit refuser l'entrée dans Washshukanni. Elle fit donc le siège de la cité. Cet évènement conduisit à la baisse de popularité de Shuttarna : peut-être que les habitants préféraient dépendre de l'empire hittite que de leurs anciens sujets. Un messager fut envoyé à Piyashshili et Shattiwaza à Irridu et délivra son message publiquement, aux portes de la cité. Piyashshili et Shattiwaza marchèrent sur Washshukanni et les villes de Harran et de Pakarripa sur le parcours se rendirent.
Tandis qu'ils étaient à Pakarripa, au cœur d'un pays désolé où leurs troupes souffrirent de la faim, ils eurent vent de l'avancée assyrienne, mais l'ennemi ne se montra jamais. Les alliés poursuivirent les troupes assyriennes dans leur retraite vers Nilap-ini, mais ne parvinrent pas à les obliger à la confrontation. Les Assyriens seraient retournés dans leur pays en raison de la supériorité des forces hittites.
Shattiwaza devint roi du Mitanni, mais après que Suppiliuma eut pris Karkemish et les régions à l’ouest de l’Euphrate, qui étaient gouvernées par son fils Piyashshili, le Mitanni se limitait aux vallées du Khabur et du Balikh et il était de plus en plus dépendant de ses alliés en Hatti. Certains experts parlent d’un État fantoche hittite, qui servait à faire tampon contre l’Assyrie.
L’Assyrie, alors sous Assur-uballit I, commença également à chercher à s’étendre au détriment de Mitanni. Son État vassal de Nuzi, à l’est du Tigre, fut conquis et détruit.